# Ковалюк, Владимир Васильевич
Влади́мир Васи́льевич Ковалю́к (укр. Володимир Васильович Ковалюк; род. 3 марта 1972, Косов, Ивано-Франковская область) — советский и украинский футболист, защитник и полузащитник, украинский тренер.

## Карьера

### Игрока
Воспитанник ДЮСШ города Косова. В 1990 году дебютировал на взрослом уровне в составе львовских «Карпат», сыграл 2 матча. Сезон 1991 года провёл в «Карпатах» из Каменки-Бугской, в 24 встречах забил 1 гол.
В 1992 году перешёл в стрыйскую «Скалу», в 13 матчах забил 3 мяча в первенстве, и ещё провёл 4 встречи и забил 1 гол в Кубке Украины. После чего в том же году вернулся в «Карпаты» из Львова, где сыграл 19 встреч и забил 1 мяч в чемпионате Украины, и ещё 3 игры провёл в Кубке. Затем 1993 год отыграл снова в «Скале», провёл 37 матчей и забил 1 гол в лиге, и ещё сыграл 4 встречи и забил 1 мяч в Кубке.
С 1994 по 1995 год выступал за «Прикарпатье», в 49 играх отметился 6 голами и стал победителем Первой лиги Украины. Затем перешёл в «Днепр», где до конца года провёл 12 матчей, в которых забил 2 мяча, в чемпионате и 1 встречу в Кубке.
С 1996 по 1997 год выступал за российский «Уралан», сыграл 62 встречи, забил 11 голов и стал победителем Первой лиги России. В 1998 году пополнил ряды киевского «Динамо», где сыграл 3 матча за основу и 13 встреч за «Динамо-2», и стал чемпионом Украины. В том же году перешёл в донецкий «Шахтёр», где провёл 6 игр и забил 1 мяч за основу, и ещё в 4 матчах забил 1 гол за «Шахтёр-2».
В начале 1999 года вернулся в «Прикарпатье», провёл 14 матчей и забил 1 гол, затем 23 мая сыграл 1 матч за бурштынский «Энергетик», после чего продолжил выступления за «Прикарпатье», где сыграл 50 встреч и забил 2 гола.
Летом 2001 года отправился в «Кубань», где не закрепился, провёл лишь 3 матча, после чего вернулся в «Прикарпатье», где сыграл ещё 30 встреч, в которых забил 3 мяча, в лиге и 2 матча в Кубке. В 2002 году перешёл в «Лукор», за который провёл 6 игр. В начале 2003 года пополнил ряды «Кривбасса», сыграл 12 встреч.
С лета 2003 до конца 2004 года выступал за «Борисфен», провёл 37 матчей в чемпионате 4, в которых забил 1 гол, в Кубке. С 2005 по 2006 год защищал цвета «Волыни», сыграл 33 встречи, в которых забил 1 мяч, в лиге, 2 матча в Кубке и 7 встреч в турнире дублёров УПЛ.
Затем в начале 2007 года перешёл в черкасский «Днепр», где провёл 13 игр, после чего вернулся в «Волынь», где потом выступал до 2010 года, проведя за это время 83 матча в первенстве и 2 игры в Кубке, и став серебряным призёром Первой лиги Украины.
С 2010 по 2011 год выступал в составе нового клуба «Прикарпатье», сыграл 34 встречи в первенстве и 3 в Кубке Украины.

### Тренера
16 февраля 2012 года был назначен главным тренером бурштынского «Энергетика». В 2016 году возглавил Ивано-Франковский «Тепловик», позже переименованный в «Прикарпатье».

## Достижения
- Чемпион Украины: 1997/98
- Победитель Первой лиги Украины: 1993/94
- 2-е место в Первой лиге Украины (выход в Высшую лигу): 2009/10
- Победитель Первой лиги России: 1997